# Landaufunctie
In de wiskunde geeft de landaufunctie {\displaystyle g(n)}, genoemd naar Edmund Landau, van een natuurlijk getal {\displaystyle n} de grootste orde (of periode) van een element van de symmetrische groep {\displaystyle S_{n}.}
Alternatief kan men definiëren: {\displaystyle g(n)} is de grootste orde van een permutatie van {\displaystyle n} elementen, dit is het maximaal aantal maal dat een permutatie van {\displaystyle n} elementen recursief op zichzelf kan worden toegepast alvorens men de oorspronkelijke volgorde terug bekomt.
Nog een andere formulering is: {\displaystyle g(n)} is het grootste kleinste gemene veelvoud van alle partities van {\displaystyle n} elementen.

## Voorbeeld
In de onderstaande tabel staan voor {\displaystyle n=6} de mogelijke partities van het getal 6 en het kleinste gemene veelvoud van de getallen van de partitie.
| aantal | partitie    | kgv |
| ------ | ----------- | --- |
| 6      | 1+1+1+1+1+1 | 1   |
| 5      | 1+1+1+1+2   | 2   |
| 4      | 1+1+1+3     | 3   |
| 4      | 1+1+2+2     | 2   |
| 3      | 1+1+4       | 4   |
| 3      | 1+2+3       | 6   |
| 3      | 2+2+2       | 2   |
| 2      | 1+5         | 5   |
| 2      | 2+4         | 4   |
| 2      | 3+3         | 3   |
| 1      | 6           | 6   |
Het grootste kgv van de getallen in de parties is 6, dus de landaufunctie is {\displaystyle g(6)=6.}
De eerste waarden van de landaufunctie zijn:
| {\displaystyle n}    | 0 | 1 | 2 | 3 | 4 | 5 | 6 | 7  | 8  | 9  | 10 | 11 | 12 | 13 | 14 | 15  |
| {\displaystyle g(n)} | 1 | 1 | 2 | 3 | 4 | 6 | 6 | 12 | 15 | 20 | 30 | 30 | 60 | 60 | 84 | 105 |
Deléglise, Nicolas en Zimmermann ontwikkelden een algoritme om de waarde van {\displaystyle g(n)} voor {\displaystyle n} tot 1015 te berekenen.
Landau bewees in 1902 dat
{\displaystyle \lim _{n\to \infty }{\frac {\ln(g(n))}{\sqrt {n\ln(n)}}}=1}
(hierin is {\displaystyle \ln } de  natuurlijke logaritme). Deze verhouding heeft een maximale waarde van {\displaystyle 1{,}05313\ldots } die vermoedelijk bereikt wordt bij {\displaystyle n=1319166.}
{\displaystyle \ln(g(n))} is een benadering van de grootste priemfactor van {\displaystyle g(n)}.
Men kan ook bewijzen dat:
{\displaystyle g(n)<e^{n/e}}